# Bekken van Petén

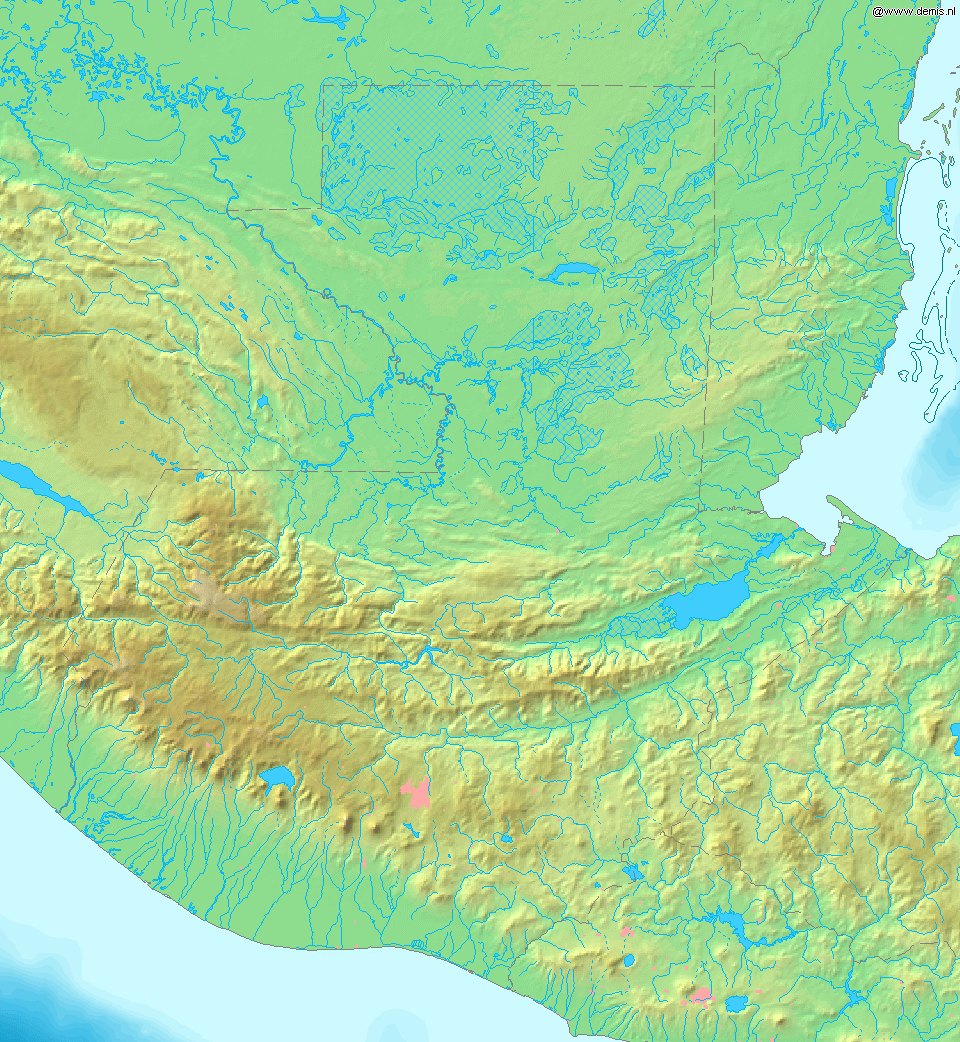
Geografische kaart van Guatemala, het Bekken van Petén in het noorden

Het Bekken van Petén (Spaans: Cuenca del Petén) is een geologisch bekken in het noorden van Guatemala. Het omvat ruwweg het departement El Petén en kleinere delen van de aangrenzende departementen El Quiché, Alta Verapaz en Izabal en het uiterste oosten van het Mexicaanse Chiapas.
In het westen en zuiden wordt het bekken begrensd door de Sierra Madre, in het oosten door het Mayagebergte. In het noorden grenst het met het schiereiland Yucatán, waar het in feite een voortzetting van is. Evenals Yucatán bestaat het Bekken van Petén voor een groot deel uit kalksteen. Wel is het gebied heuvelachtiger, en zijn er in tegenstelling tot in Yucatán grote rivieren en meren te vinden. In het noordwesten, in de 'punt' van Guatemala, is een groot moerasgebied. Het Bekken van Petén is voor een groot deel bedekt met regenwoud, wel is in het zuiden ontbossing een probleem.
Het gebied maakte in het eerste millennium deel uit van het kernland van de Maya's, onder andere de steden Tikal, El Naranjo, El Perú, Yaxhá, Dos Pilas, Piedras Negras en Uaxactún zijn hier te vinden. Vandaag de dag wordt het gebied bewoond door hun afstammelingen, Itza's, Mopan, Q'eqchi' en Lacandonen. De bevolking concentreert zich vooral rond het Meer van Petén Itzá.